# Francis Minah
Francis Mishek Minah (* 19. August 1929 in Sawula, Pujehun; † 7. Oktober 1989 in Freetown) war ein sierra-leonischer Politiker.

## Biografie
Minah wurde 1975 von Präsident Siaka Stevens als Außenminister erstmals in eine Regierung berufen. Nach einer Kabinettsumbildung war er zwischen 1977 und 1978 zunächst Justizminister und danach Finanzminister. Nach einer weiteren Regierungsumbildung war er von 1980 bis 1982 Gesundheitsminister und anschließend bis 1984 wiederum Justizminister.
Zwischen 1984 und 1985 war er Zweiter Vizepräsident der Regierung von Siaka Stevens.
Nach dem Rücktritt von Stevens wurde er schließlich am 28. November 1985 als Nachfolger von Sorie Ibrahim Koroma Erster Vizepräsident in der Regierung von dessen Nachfolger Generalmajor Joseph Saidu Momoh. Zugleich übernahm er wiederum das Amt des Justizministers.
Nach einem angeblichen Putschversuch am 23. März 1987 in Freetown wurde er am 6. April 1987 verhaftet und mit 15 weiteren Personen wegen Hochverrats angeklagt. Nach seiner Verurteilung zur Todesstrafe erfolgte am 7. Oktober 1989 seine Hinrichtung.